# Eduardo Manuel Gámez
Eduardo Manuel Gámez Piña (Città del Messico, 30 maggio 1991) è un ex calciatore messicano, di ruolo centrocampista.

## Caratteristiche tecniche
Viene generalmente impiegato nel suo ruolo naturale di centrocampista centrale con compiti difensivi, ma è anche adattabile a giocare sulla linea dei difensori.

## Carriera
Prodotto delle giovanili dei Pumas, ha occasione di debuttare con la prima squadra il 18 agosto 2009, quando gioca da titolare la partita di Concachampions contro il Comunicaciones, ricevendo un'ammonizione e venendo sostituito all'intervallo da Fernando Santana. In seguito viene schierato dal primo minuto negli incontri con W Connection (in cui è sostituito al 66º da Ismael Íñiguez) e Real España, che gioca per intero. Debutta in campionato il 31 luglio 2011, alla seconda giornata del torneo di Apertura contro il Morelia, entrando al posto di Javier Cortés a 5 minuti dalla fine.

## Statistiche

### Presenze e reti nei club
Statistiche aggiornate all'8 febbraio 2011.
| Stagione  | Squadra | Campionato | Campionato | Campionato | Coppe nazionali | Coppe nazionali | Coppe nazionali | Coppe continentali | Coppe continentali | Coppe continentali | Totale | Totale |
| Stagione  | Squadra | Comp       | Pres       | Reti       | Comp            | Pres            | Reti            | Comp               | Pres               | Reti               | Pres   | Reti   |
| --------- | ------- | ---------- | ---------- | ---------- | --------------- | --------------- | --------------- | ------------------ | ------------------ | ------------------ | ------ | ------ |
| 2007-2008 | Pumas   | SD+TD      | 16+19      | 4+1        | -               | -               | -               | -                  | -                  | -                  | 35     | 5      |
| 2008-2009 | Pumas   | LA+SD      | 3+20       | 0+1        | -               | -               | -               | CCL                | 0                  | 0                  | 23     | 1      |
| 2009-2010 | Pumas   | LA         | 5          | 0          | -               | -               | -               | CCL                | 3                  | 0                  | 8      | 0      |
| 2010-2011 | Pumas   | -          | -          | -          | -               | -               | -               | SL                 | 0                  | 0                  | 0      | 0      |
| 2011-2012 | Pumas   | PD         | 1          | 0          | -               | -               | -               | CCL                | 1                  | 0                  | 2      | 0      |
| Totale    | Totale  | Totale     | 64         | 2          |                 |                 |                 |                    | 4                  | 0                  | 12     | 0      |

## Palmarès

### Club
- Campionato messicano: 1

Pumas UNAM: Clausura 2011